# تصنيف الوزن عند الأطفال

النسب المئوية لمؤشر كتلة الجسم للفتيات من سن 2 وحتى 20 عاماً

النسب المئوية لمؤشر كتلة الجسم للفتيان من سن 2 وحتى 20 عاماً

## تطور الأدوات المستخدمة لمتابعة النمو
وسعت مقاييس تحديد السمنة عند الأطفال دائرة الوعي العام خلال العصور الماضية، وعلى الرغم من أن مخططات ستيورات/ ميرديث للنمو كان تعتبر من مخططات العصور الأولى والأكثر استخداماً في الولايات المتحدة إلا أنها كانت محدودة لكونها لا تمثل جميع الأطفال السكان في الولايات المتحدة، بالتالي كان هناك حاجة لتطوير مخططات النمو في الولايات المتحدة منذ عام 1970ميلادي (السبعينات) والتي تضمنت التنوع العرقي والوراثي والاقتصادي والاجتماعي والبيئي والجغرافي.
وفي عام 1979 ميلادي طور المركز الوطني للإحصائيات الصحية ( NCHS) مخططات النمو الجديدة وذلك استناداً إلى بيانات جمعت من خلال برنامج استقصاء الصحة الوطنية وفحص التغذية لكن لا يزال يتضمن العديد من القيود والنسخ المنقحة لكونها معلومات جديدة اصحبت متاحة.
```
تعتبر مخططات النمو الخاصة بمراكز مكافحة الأمراض والوقاية منها (CDC) لعام 2000 ميلادي -النسخة المنقحة من مخططات المركزالوطني للإحصائيات الصحية-(MGRS) لعام 1997ميلادي هي الأداة القياسية الحالية لمقدمي الرعاية الصحية وهي تعرض 16 مخططاً (8 للفتيان و8 للفتيات) منها مؤشر كتلة الجسم  من حيث العمر والشائع استخدامها للمساعدة في تشخيص السمنة عند الأطفال.
```

```
وفي عام 2004 ميلادي بدأت 
منظمةالصحةالعالمية
(WHO) في تخطيط مراجع مخطط نمو جديدة والتي تمكن لجميع الدول من استخدامها وذلك كان بناءً على دراسة قامت بها منظمة الصحة العالمية في عام (2000- 1997) ميلادي لمرجع نمو متعدد المراكز (MGRS))والتي اشتملت على بيانات جٌمعت على نطاق واسع من 8500 طفل من مختلف الأصول العرقية والأوضاع الثقافية.
```

كما ركزت هذه الدراسة أيضًَا على وصف نمط نمو الأطفال الذين اتبعوا الممارسات والسلوكيات الصحية الموصي بها والتي اٌرتبطت بنتائج صحية.
و في عام 2007 ميلادي، وبناءً على بيانات جمعت من دراسة ( MGRS)،أطلقت منظمة الصحة العالمية مخططات خاصة للطول بالنسبة للعمر ومؤشر كتلة الجسم من حيث العمر لسن 5 وحتى سن 19(الحد الأعلى لسن المراهقة كما حددتها المنظمة)، وتعد هذه من المخططات التي توصي بها منظمة الصحة العالمية والتي تساعد في تحديد النحافة و زيادة الوزن والسمنة عند الأطفال والمراهقين.

## تحديد السمنة
وفقاً لمنظمة الصحة العالمية ومركز مكافحة الأمراض والوقاية منها فإن مخططات مؤشر كتلة الجسم الخاص بالأطفال والمراهقين تراعي الفئة العمرية لكل من الجنسين؛ وذلك نظراً للاختلافات في نسبة دهون الجسم بين الإناث والذكور وبين الفئات العمرية، وتستخدم مخططات نمو مركز مكافحة الامراض والوقاية منها (CDC) لمؤشر كتلة الجسم من حيث العمر النسب المئوية للعمر والجنس لتحديد ما هو مستوى وزن الطفل أو المراهق مقارنة بمعيار السكان ككل، وبالتالي يتم تحديد أصناف البٌدن وذوي الوزن الزائد.
المقياس العام هو تحديد الحالة الاجتماعية والاقتصادية من خلال أخذ بعض العناصر بعين الاعتبار ومنها أخذ مجموعة من الناس من نفس العمر والجنس ومقارنتهم في بعض الخصائص كالاختلافات اللوجستية ودخل الأسرة المعيشية ومهن كلاً من الابوين وصحة الفرد.
وتستخدم تلك العوامل بعد ذلك في تقسيم الناس في مجموعة اجتماعية والربط بين احتمالية أن يكونوا بُدن أو يعانون من زيادة في الوزن.
وبالنسبة لمقياس مركز مكافحة الامراض والوقاية منها (CDC) فإن كتلة الجسم التي تكون أعلى من (85٪) لكن أقل من (94٪) تعتبر زيادة وزن، وإذا كانت كتلة الجسم أعلى من أو يساوي (59٪) فإنها تعد بدانة، ويُحدد مقياس منظمة الصحة العالمية لمؤشر كتلة الجسم بالنسبة للعمر من خلال الانحرافات المعيارية للعمر وتصف زيادة الوزن بأنها انحراف معياري أعلى من المتوسط بواحد، أي ما يعادل مؤشر كتلة الجسم25= كجم / 2م لسن 19 عاماً والبدانة على أنها انحراف معياري اعلى من المتوسط بإثنين للأطفال من سن5 إلى 19 عامًا أي ما يعادل مؤشر كتلة الجسم = 30 كجم / م2 لسن 19 عامًا.
وبالإضافة إلى ذلك، ارتفعت معدلات البدانة حول العالم بشكل كبير خلال السنوات الماضية، وأشارت الإحصائيات أن هناك حوالي 22 مليون طفل تحت سن الخامسة يعانون من البدانة، وتتضمن بعض المخاطر الصحية التي ارتبطت بالسمنة عند الأطفال، ارتفاع ضغط الدم وارتفاع مستويات الكولسترول ومقاومة الانسولين والسكري من النوع الثاني، وفي النهاية  قد تؤدي هذه العوامل إلى المزيد من المضاعفات مثل نوبة القلب والجلطة الدماغية والعديد من أمراض القلب والأوعية الدموية، وفي حال لم تعالج بشكل مناسب وفي وقت مبكر قد يؤدي  ذلك في النهاية إلى الوفاة.
تشير البيانات المستخلصة من دراسة بوغالوسا للقلب بأن هناك حوالي 60بالمئة من الأطفال الذين يعانون من زيادة في الوزن والذين تتراوح أعمارهم ما بين 5 إلى 10سنوات، لديهم عامل واحد على الأقل لخطر الإصابة بأمراض القلب والأوعية الدموية، وتتضمن المخاطر الصحية: مرض بلاونت، والعدوى الفطرية التي تصيب الجلد (السعفة - التنيا) ومرض الشواك الأسود ومرض الكبد الدهني بالإضافة إلى كل من المشاكل النفسية والسلوكية، ويعاني الأطفال ذوي زيادة في الوزن من الصعوبة في الحفاظ على تقدير الذات والشعور بالاكتئاب والقلق.  